# Integrovaná doprava Karlovarského kraje

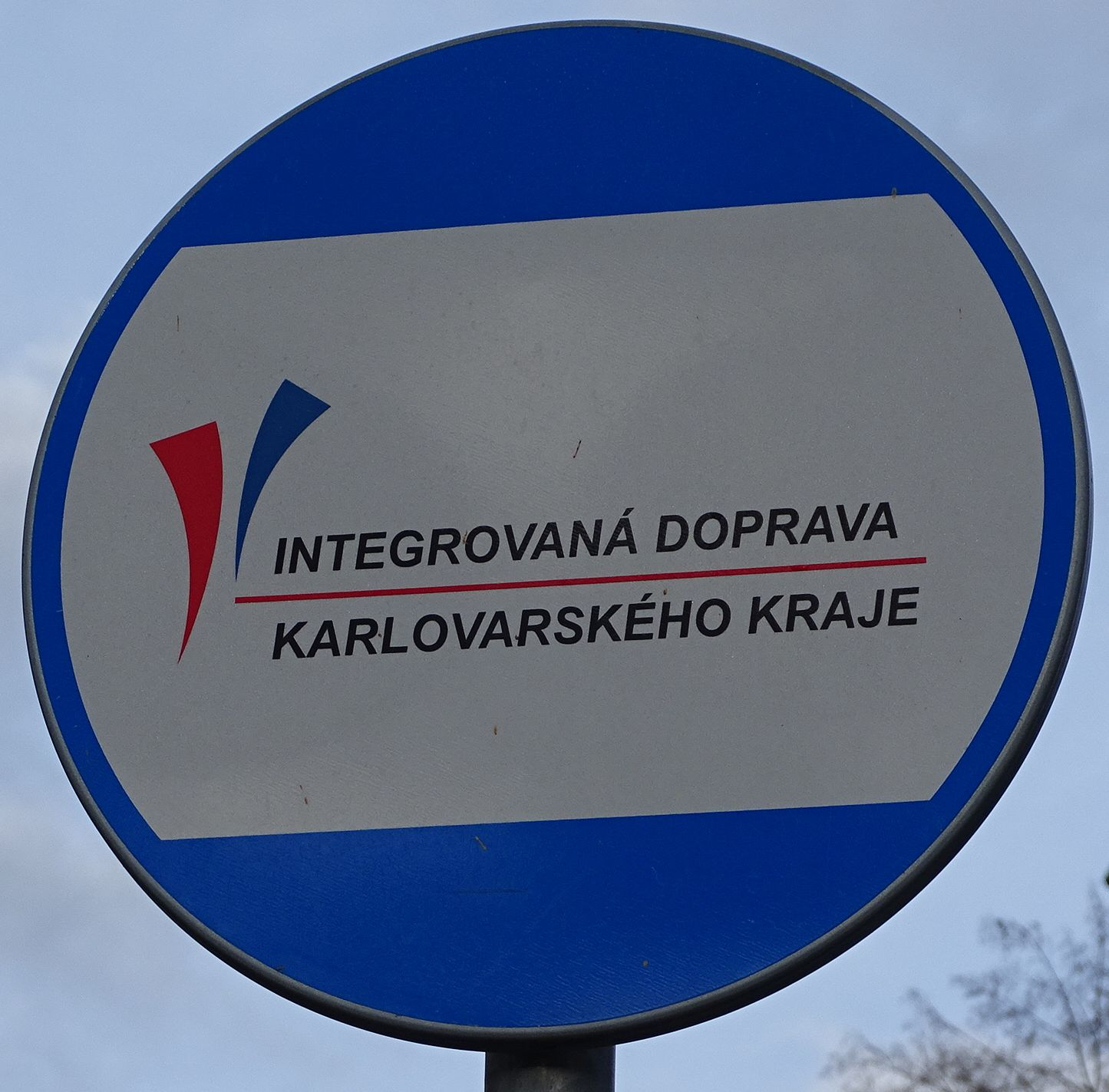
Označení autobusové zastávky IDOK

Integrovaná doprava Karlovarského kraje (IDOK) je integrovaný dopravní systém veřejné hromadné osobní dopravy v Karlovarském kraji. Systém umožňuje cestování MHD, autobusy příměstské dopravy a osobními a spěšnými vlaky na jednu týdenní nebo měsíční čipovou časovou jízdenku v zónovém tarifu, pro jednotlivé cesty tarifní integrace neexistuje. Koordinátorem systému je Koordinátor integrovaného dopravního systému Karlovarského kraje, příspěvková organizace (KIDS KK), jejímž ředitelem je PhDr. Ing. Zdeněk Kusý.

## Historie a rozsah
První etapa IDOK byla spuštěna 1. července 2004. Do systému byla zařazena MHD v Sokolově, regionální autobusové linky dopravců Autobusy Karlovy Vary, a. s., LIGNETA autobusy s. r. o., ČI-DU, spol. s r. o. a Jindřich Cvinger a osobní a spěšné vlaky dopravců České dráhy a. s. a Viamont a. s. Zřízeno bylo 7 zón na Sokolovsku (zóny 1–7).
Od 1. ledna 2006 bylo zřízeno 6 nových zón na Chebsku (zóny 11–16), všechny linky MHD v Chebu. Do systému přibyl dopravce VV autobusy s.r.o., Věra Havlovičová (plně zapojena od 1. února 2006), Jindřich Cvinger změnil formu na Cvinger bus s.r.o.
Od 1. ledna 2007 je do systému IDOK nově zahrnuto 9 zón na Karlovarsku (zóny 21–29).
Do IDOK jsou zařazeny
- všechny linky MHD v Aši, Chebu a Sokolově provozované společností Autobusy Karlovy Vary, a.s.,
- linky MHD Ostrov provozované společností Dopravní podnik Karlovy Vary, a.s.
- veřejná příměstská autobusová doprava provozovaná dopravci Autobusy Karlovy Vary, a.s., Cvinger bus s.r.o., ČI-DU, spol. s r.o., Dopravní podnik Karlovy Vary, a.s.,AD Ligneta regionalbus s.r.o., LIGNETA autobusy s.r.o., PECHOČIAKOVÁ ZEPRA, s.r.o., VV autobusy s.r.o. (dálkové autobusové linky do systému zařazeny nejsou)
- osobní a spěšné vlaky provozované dopravci České dráhy, a.s. a VIAMONT a.s. – nově GW Train Regio a.s. (rychlíky, expresy, vlaky IC a EC do systému zařazeny nejsou). Do systému spadají tratě nebo části tratí 140, 141, 142, 144, 146, 147, 148, 161, 170 a 179.

Do systému zatím nejsou z autobusových dopravců zajišťujících dopravní obslužnost kraje začleněni například Karel Vrbík, DPÚK a. s., Městská doprava Mariánské Lázně s. r. o. Do systému není začleněna MHD v Karlových Varech.

## Tarif
Jízdním dokladem v systému IDOK je nepřenosná třicetidenní nebo týdenní časová jízdenka s klouzavou platností na bezkontaktní čipové kartě.
Kraj chystal zavedení jednotné krajské dopravní karty K3, která měla být spuštěna v létě 2012. Začala být připravována již v roce 2007 a původně měla začít fungovat již v roce 2009.
Karlovarský kraj vyhlásil soutěž na výrobu, distribuci a provoz systému jednotné jízdenky, Karlovarské K3 karty. Výběrové řízení vyhrály v roce 2012 Plzeňské městské dopravní podniky s cenou 70,2 milionů korun bez daně, další tři nabídky byly podstatně levnější, ale firmy s nimi neuspěly. Náměstek hejtmana volbu zdůvodnil tím, že PMDP jsou spolehlivé a v oboru zkušené, bonusem by pak byla možnost provázání jízdenek v Karlovarském a Plzeňském kraji. Jiné výběrové řízení bylo vyhlášeno na dodavatele odbavovacích strojků a bylo předmětem sporu, který řešil Úřad pro ochranu hospodářské soutěže. Ředitel dominantního autobusového dopravce Autobusy Karlovy Vary Zdeněk Suchan se vyslovil též pro sjednocení tafifu u různých dopravců, avšak náměstek hejtmana Petr Navrátil se vyjádřil, že rada kraje s takovým krokem nepočítá, a položil řečnickou otázku, jakým směrem by se sjednocení cen mělo ubírat, když malí dopravci na Žluticku, Toužimsku a Bochovsku jsou až o 30 procent levnější než Autobusy Karlovy Vary. Kraj se rovněž nedohodl s magistrátem Karlových Var na používání K3 karty v městské hromadné dopravě; náměstek primátora Jaroslav Růžička si postěžoval, že připomínky města nebyly příliš vyslyšeny. Vedení města pověřilo ředitele karlovarského dopravního podniku, aby připravil návrh k maximálnímu propojení městské a meziměstské dopravy.
Rada kraje v září 2013 projekt jednotné krajské jízdenky odložila na neurčito a tím odmítla i již přiznanou dotaci z Evropské unie. Jako důvod bylo uvedeno, že krajský úřad špatně nastavil výběrové řízení na dodavatele odbavovacích i nabíjecích strojků a jízdenek, což vedlo k odvoláním ze strany účastníků soutěže a případ musel být dlouze řešen Úřadem pro ochranu hospodářské soutěže, přičemž navržené technologie mezitím zastaraly. Z projektu za 80 milionů Kč kraj již za přípravu karty utratil 3,1 milionu. Karty mělo dostat 70 tisíc cestujících zdarma. Za návrh názvu jízdenky kraj dal autorce Ivě Taťounové odměnu 10 tisíc korun. Náměstek hejtmana Navrátil předpokládal, že kraj požádá o dotaci znovu někdy po roce 2014, ale projekt už by zahrnoval jen nákup odbavovacích strojků a cestující by platili bezkontaktními bankovními kreditními kartami.